# Glacier du Calderone
Pour les articles homonymes, voir Calderone.
Le glacier du Calderone est situé dans le cirque du versant nord-est du Corno Grande dans les Abruzzes en Italie, entre 2 680 et 2 870 mètres d'altitude.
Il a été considéré de 1913, avec la transformation en glacier rocheux du Corral del Veleta dans la Sierra Nevada espagnole, à 2009, et la découverte de petits glaciers dans le massif du Prokletije dans le Sud des Balkans, comme le glacier le plus méridional d'Europe. C'est également le seul des Apennins. Sa superficie est de 4 hectares, son épaisseur égale à 30 mètres. Ce petit glacier est menacé de disparition à cause du réchauffement climatique : il a perdu 420 000 mètres cubes entre 1929 et 1940. Pourtant c'est un des plus importants attraits du parc national du Gran Sasso e Monti della Laga.